# 1989年ポーランド議会選挙
1989年ポーランド議会選挙（1989ねんポーランドぎかいせんきょ、ポーランド語: Wybory parlamentarne w Polsce w 1989 roku）は、1989年6月4日および6月18日にポーランド人民共和国で行われた国民議会（上院・下院）議員の総選挙である。

## 概要
1988年8月から始まった共産党（ポーランド統一労働者党）政府の経済政策への抗議と、独立自主管理労働組合「連帯」（以下「連帯」）合法化を求めて行われた大規模ストライキ（ゼネラル・ストライキ）に端を発した政治的混乱を打開するため開かれた、政府側と反政府派による「円卓会議」で合意された内容に沿って、行われた選挙である。
部分的な自由選挙であったが、選挙の結果、「連帯」系が自由選挙枠で圧勝した。そして選挙後の1989年9月7日、東ヨーロッパでは第二次世界大戦後初めてとなる非共産党政権が発足した。
東欧民主化革命の火蓋を切った出来事でもあり、ポーランドの歴史においても、共産党一党独裁国家（ポーランド人民共和国）から、民主共和制国家（ポーランド共和国・第三共和制）に変わる転換点にもなった。

## 円卓会議合意に基づく政治改革部門の合意
「円卓会議」は、1989年2月から始まり、4月5日に合意文書への調印がなされた。そして、4月7日に国会で新選挙法が採択、4月17日には「連帯」が再合法化、4月20日には農民「連帯」が再合法化された。
「円卓会議」では、「政治改革」と「社会経済政策」、「労働組合複数制」の3部門に分かれて議論が進められ、合意にこぎ着けた。ここでは、政治改革部門の内、下院と上院の選挙制度に関連した部分について取り上げる。

### 大統領職の新設
大統領職を新設（上院と下院で構成される国民会議で選出。候補者は上下両院議員の4分の1以上の推薦で擁立できる）

### 上院（セナト）選挙制度
新設される上院（セナト）100議席については、100％自由選挙枠とする。
- 各県から2名を選出。
- 但し、ワルシャワ県とカトヴィツェ県は3名を選出する。
- 有権者は選挙区定数と同数の複数候補に投票（完全連記制）

### 下院（セイム）選挙制度
現国会を引き継ぐ下院（セイム）460議席の内、65％（299議席）はポーランド統一労働者党（PZPR）とその衛星政党に事前配分（PZPR及び衛星政党枠）。残る35％（161議席）については自由選挙枠とする。なお次回選挙からは100％自由選挙を目指す。
- PZPR及び衛星政党枠65％の内、5％はキリスト教系団体（パックス、キリスト教社会連盟、カトリック社会同盟）に配分される。また、PZPR及び衛星政党枠の内、一部は全国区（35議席）で任命される。有効投票の過半数の支持で当選する。

- 「円卓会議」での合意に基づく各選挙区の定数にPZPR、衛星政党、キリスト教系団体、自由選挙枠をどのように配分するかについては国家評議会が決定する（各選挙区に最低でも1議席を自由選挙枠として割り振る）。

## 政党

### 与党
- ポーランド統一労働者党（PZPR）

1948年に結成された共産党時代の政権政党
- 民主党（SD）

衛星政党。1939年に結成され、進歩的インテリや手工業者、都市住民が中心となった。
- 統一農民党（ZSL）

衛星政党。1949年11月にポーランド農民党（PSL）と農民党左派が合併して結成された。

### 野党
- 独立自主管理労働組合「連帯」（NSZZ"S"）

1980年に発足した反政府・民主化運動組織。選挙では1988年12月18日に知識人を中心として結成された「独立自治労組『連帯』委員長委嘱市民委員会（Komitet Obywatelski przy przewodniczącym NSZZ "Solidarność"）」（略称：「連帯」市民委員会 KO"S"）として候補者リストを提出。
出典：共同通信社『世界年鑑 1989』及び川原彰著『党中央の民主化の構造　1989年革命と比較政治研究の新展開』（有信堂）

## 選挙結果
選挙の結果、「連帯」系はセイムの自由選挙枠（161議席）の全議席と、セナト100議席中99議席（残る1議席は無所属候補）を獲得して圧勝した。「連帯」市民委員会のリストから選出された議員は、6月23日に会合を開き、上下両院合同の院内会派「市民議会クラブ」（Obywatelski Klub Parlamentarny、略称：OKP）を結成した。『地下水道』や『灰とダイヤモンド』などの映画を作成した映画監督のアンジェイ・ワイダもスヴァウキ選挙区から「連帯」候補として出馬し、当選した。

### 上院

#### 党派別獲得議席
|                         |                          |           |           |            |           |           |           |           |
| 政党                    | 政党                     | 獲得 議席 | 第1回投票 | 第1回投票  | 第1回投票 | 第2回投票 | 第2回投票 | 第2回投票 |
| 政党                    | 政党                     | 獲得 議席 | 議席      | 得票数     | 得票率    | 議席      | 得票数    | 得票率    |
|                         | 連帯市民委員会           | 99        | 92        | 20,755,312 | 71.28%    | 7         | 959,927   | 61.19%    |
|                         | 国家再生のための愛国運動 | 1         | 0         | 8,364,055  | 28.72%    | 1         | 608,946   | 38.81%    |
| 総計                    | 総計                     | 100       | 92        | 29,119,367 | 100.0%    | 8         | 1,568,873 | 100.0%    |
| 有権者数                | 有権者数                 | 有権者数  | 有権者数  | 27,362,313 | 100.0%    | －        | 3,104,127 | 100.0%    |
| 出典：Senatu-1 Senatu-2 |                          |           |           |            |           |           |           |           |

### 下院

#### 党派別獲得議席
|                                  |                              |                          |            |            |            |            |             |            |            |
| 政党                             | 政党                         | 政党                     | 獲得 議席  | 自由選挙   | 自由選挙   | 配分議席   | 配分議席    | 配分議席   | 配分議席   |
| 政党                             | 政党                         | 政党                     | 獲得 議席  | 第1回      | 第2回      | 第1回      | 第1回       | 第2回      | 第2回      |
| 政党                             | 政党                         | 政党                     | 獲得 議席  | 第1回      | 第2回      | 選挙区     | 全国 名簿区 | 選挙区     | 選挙区     |
| 国家再生のための愛国運動         | 国家再生のための愛国運動     | 国家再生のための愛国運動 | 299        | 0          | 0          | 3          | 2           | 261        | 33         |
|                                  |                              | ポーランド統一労働者党   | 173        | －         | －         | 1          | 1           | 155        | 16         |
|                                  | 統一人民党                   | 76                       | －         | －         | 2          | 1          | 65          | 8          |            |
|                                  | 民主党                       | 27                       | －         | －         | 0          | 0          | 24          | 3          |            |
|                                  | PAX協会                      | 10                       | －         | －         | 0          | 0          | 7           | 3          |            |
|                                  | キリスト教社会連合           | 8                        | －         | －         | 0          | 0          | 6           | 2          |            |
|                                  | ポーランドカトリック社会協会 | 5                        | －         | －         | 0          | 0          | 4           | 1          |            |
| 連帯市民委員会                   | 連帯市民委員会               | 連帯市民委員会           | 161        | 160        | 1          | －         | －          | －         | －         |
|                                  |                              | 無所属                   | 161        | 160        | 1          | －         | －          | －         | －         |
| 総計                             | 総計                         | 総計                     | 460        | 160        | 1          | 3          | 2           | 261        | 33         |
| 総計                             | 総計                         | 総計                     | 460        | 161        | 161        | 299        | 299         | 299        | 299        |
| 有権者数                         | 有権者数                     | 有権者数                 | 27,362,313 | 27,362,313 | 27,362,313 | 27,362,313 | 27,362,313  | 27,362,313 | 27,362,313 |
| 出典：PAŃSTWOWA KOMISJA WYBORCZA |                              |                          |            |            |            |            |             |            |            |

## 選挙後
7月19日に国民議会（上下両院合同）でヤルゼルスキ将軍が初代大統領に選出、8月24日に「連帯」顧問で経済学者のマゾヴィエツキが下院で首相に選出され、9月7日に「連帯」主導の政権が発足したことで東欧諸国では初となる非共産党政権が成立した。こうして、ポーランド人民共和国は消滅し、新たにポーランド共和国（第三共和制）が成立した。